# Nicolás Garrido
Nicolás Andrés Garrido Ceballos (Pucón, Chile, 28 de agosto de 2002) es un futbolista chileno. Juega como defensa en O'Higgins de la Primera División de Chile.

## Trayectoria
Debutó a los 19 años en el Club Social y Deportivo Colo-Colo en la polémica goleada 5-1 en contra de Ñublense. Luego fue cedido al club  Fernández Vial, para que obtener continuidad y así volver en un futuro al club.
En enero de 2023, es anunciada una nueva cesión, esta vez a Unión San Felipe de la Primera B chilena.

## Estadísticas

### Clubes
| Club                   | Div           | Temporada     | Liga  | Liga  | Copas nacionales | Copas nacionales | Torneos internacionales | Torneos internacionales | Total | Total |
| Club                   | Div           | Temporada     | Part. | Goles | Part.            | Goles            | Part.                   | Goles                   | Part. | Goles |
| ---------------------- | ------------- | ------------- | ----- | ----- | ---------------- | ---------------- | ----------------------- | ----------------------- | ----- | ----- |
| Colo-Colo · Chile      | 1ª            | 2021          | 1     | 0     | —                | —                | —                       | —                       | 0     | 0     |
| Colo-Colo · Chile      | Total club    | Total club    | 1     | 0     | 0                | 0                | 0                       | 0                       | 0     | 0     |
| Fernández Vial · Chile | 2ª            | 2022          | 0     | 0     | 0                | 0                | 0                       | 0                       | 0     | 0     |
| Fernández Vial · Chile | Total club    | Total club    | 0     | 0     | 0                | 0                | 0                       | 0                       | 0     | 0     |
| Total carrera          | Total carrera | Total carrera | 1     | 0     | 0                | 0                | 0                       | 0                       | 1     | 0     |

### Resumen estadístico
| Competición      | Partidos | Goles |
| ---------------- | -------- | ----- |
| Primera B        | 0        | 0     |
| Primera División | 1        | 0     |
| Total            | 1        | 0     |